# Svanatjärnarna (Stensele socken, Lappland, 721400-157470)
Svanatjärnarna är en sjö i Storumans kommun i Lappland och ingår i Umeälvens huvudavrinningsområde.